# Weeting-Messergriff
Der Weeting-Messergriff ist ein archäologischer Fund, der 1947 auf Heideland in dem Dorf Weeting, Grafschaft Norfolk, East Anglia, England, entdeckt wurde. In den Griff sind Ogham-Zeichen eingeritzt.
Er ist aus dem Geweih eines Rothirsches gefertigt und wird in das 6. bis 8. Jahrhundert n. Chr. datiert.

## Beschreibung
Der Weeting-Messergriff ähnelt sehr stark den Griffen des Bac-Mhic-Connain-Messers und des Gurness-Messers. Beide Seiten des Griffes tragen eine Inschrift. Die Ogham-Zeichen sind noch sehr gut erhalten. Allerdings  können einige hinsichtlich der Übertragung unterschiedlich interpretiert werden. An der Griffseite, wo ursprünglich die Klinge angebracht war, sind als Dekoration zwei Linien und Dreiecke aus Punkten eingeritzt. Die Klinge des  Messers ist nicht mehr vorhanden.

## Inschrift
Die Inschrift verläuft über beide Seiten des Griffs. Die Leserichtung ist nicht eindeutig erkennbar. In der Fachwissenschaft wird die Inschrift auf der einen Seite des Griffs vorwiegend mit ULUCUVUTE übertragen. Die Lesung erfolgt dabei vom Griffende (breitere Seite) in Richtung der ursprünglichen Klinge (schmale Seite). Eine Lesung in umgekehrter Richtung, die dann EVUTUSUDU ergibt, wurde jedoch vereinzelt auch für möglich gehalten. Von der ersten Kerbe des U ist wegen der Abnutzung an dieser Stelle nur der mittlere Teil zu sehen.
Uneinheitlicher sind die Übertragungen zur Inschrift auf der zweiten Griffseite. Es gibt unter anderem die Vorschläge GEDEVEM...DOS und auch GEDEVIMUTOS.
Der Inhalt der Inschrift konnte nicht entschlüsselt werden. Es wird bei Messern jedoch in der Forschung vorwiegend eine in der Inschrift enthaltene Namensangabe des Messerbesitzers vermutet. Auch eine magische Formel wird für wahrscheinlich gehalten.

## Besonderheit
Der Weeting-Messergriff gehört zu den bis heute in der Ogham-Fachliteratur nur zwölf erwähnten seltenen Kleinfunden, also Funde, bei denen die Ogham-Zeichen nicht in Steinplatten und Steinsäulen (etwa 400), sondern in kleine Objekte (vorwiegend Alltagsgegenstände) eingeritzt sind. Außerdem ist er neben dem Silchester-Stein der einzige Fund mit Ogham-Schrift in England.